# جمشید انصاری
جمشید انصاری (زادهٔ ۱۳۳۴ در زنجان) سیاست‌مدار اصلاح طلب ایرانی است که پیش از این بعنوان معاون رئیس‌جمهور و رئیس سازمان اداری و استخدامی کشور فعالیت می‌کرد. به‌طور کلی از لحاظ سیاسی وی جز وابستگان و حامیان سید محمد خاتمی و میرحسین موسوی می‌باشد و با حمایت‌های ویژه سید محمد خاتمی در سطح کشور مطرح شد. وی از استانداران زمان ریاست جمهوری خاتمی بود که همزمان با تحصن نمایندگان مجلس ششم و نوشتن نامه معروف به جام زهر به رهبر انقلاب از آنها حمایت و در صورت عدم حصول نتیجه تهدید به استعفا نمود.
انصاری در فاصله سالهای ۱۳۸۰ تا ۱۳۸۴ در کابینه دوم سید محمد خاتمی، استاندار آذربایجان غربی بود. وی در دوره هشتم مجلس شورای اسلامی بعنوان نماینده زنجان و طارم در مجلس حضور داشت. انصاری در دولت یازدهم، از سال ۱۳۹۲ تا ۱۳۹۵ استانداری زنجان را برعهده داشت. وی از نظر سیاسی دارای گرایش اصلاح‌طلبی است و در انتخابات ریاست جمهوری سال ۱۳۸۸ از حامیان میر حسین موسوی بشمار می‌آمد و از نزدیکان سید محمد خاتمی می‌باشد.